# Animalerie

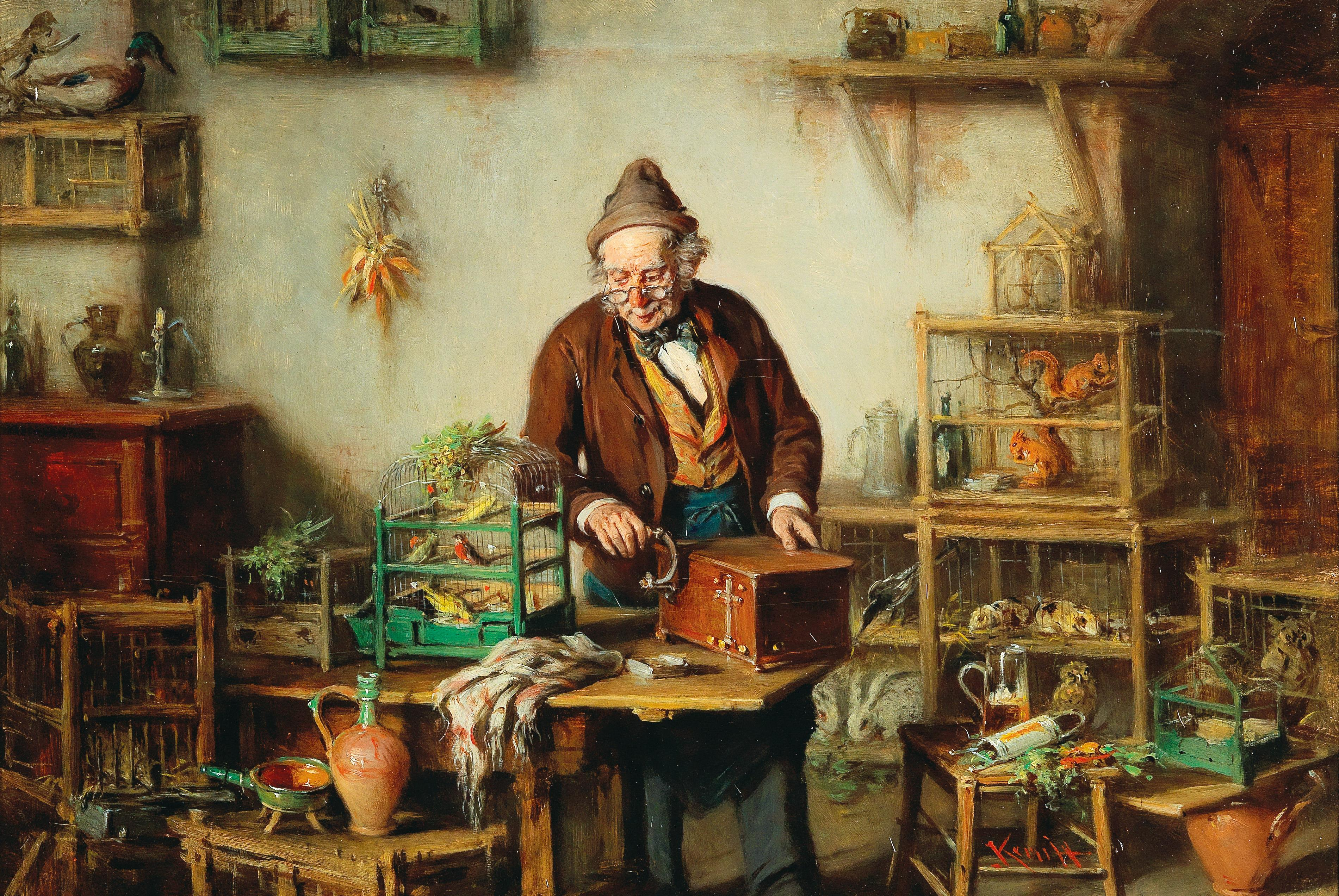
Chez le marchand d'animaux. Tableau de Hermann Kern, vers 1912.

Une animalerie est un magasin spécialisé dans la vente de petits animaux de compagnie ainsi que de produits (nourriture, produits de traitement, litière, etc.) et accessoires (aquariums, cages, sellerie, etc.) qui leur sont destinés.
C'est aussi le nom donné au lieu annexe à un laboratoire où sont gardés les animaux utilisés lors d'expériences.

## Métiers de l'animalerie
Le titulaire d’un diplôme de vendeur en animalerie est employé dans une entreprise ou un établissement spécialisé dans la distribution d’animaux de compagnie appartenant à des espèces domestiques ou non domestiques, d’aliments, de produits et d’accessoires spécifiques à l’animalerie.
- En France, avec un brevet d'études professionnelles agricoles (BEPA), l’ouvrier qualifié bénéficie d’une double compétence technique et commerciale qui lui permet d’évoluer dans sa carrière professionnelle. Selon le type d’entreprise, il intervient dans l’exécution de tâches techniques et administratives directement liées à la vente en magasin ou entrepôt :
  - gestion des stocks et approvisionnement du rayon ;
  - contrôles quantitatifs et qualitatifs des produits à commercialiser ;
  - suivi des linéaires ;
  - opérations de vente ;
  - opérations de gestion et d’administration liées aux ventes.
- Le titulaire du baccalauréat professionnel de technicien-conseil vente en animalerie est susceptible de devenir chef de rayon en magasin ou représentant pour la vente d’animaux ou de produits relatifs à l’animalerie. Ses activités concernent :
  - la définition des objectifs commerciaux et le contrôle de leur réalisation ;
  - le bien-être des animaux en relation avec la réglementation ;
  - la gestion technique du rayon ;
  - la relation entre les clients et les différents services de l’entreprise ;
  - l’organisation de l’entreprise.

## Organisations professionnelles
Le Synapses, syndicat professionnel créé en juillet 2011 défend les intérêts de tous les acteurs de la filière des animaux domestiques et non domestiques, quels que soient le type d'entreprises d'appartenance ou le statut de ces professionnels.
Le Syndicat des professionnels de l'animal familier (PRODAF), créé en 1974, représente et défend les intérêts de tous les acteurs de la filière professionnelle de l'animalerie. Il est le seul interlocuteur des ministères compétents : agriculture (DGAL), Transition écologique (DGPR), travail (DGT) et le seul représentant patronal du secteur de la distribution animalière autour de la table de négociation de la Convention collective nationale des fleuristes, métiers et services de l'animal familier.
La Fédération nationale des métiers de la jardinerie est l'unique représentant des 1 200 jardineries-animaleries en France.

## Aspects culturels

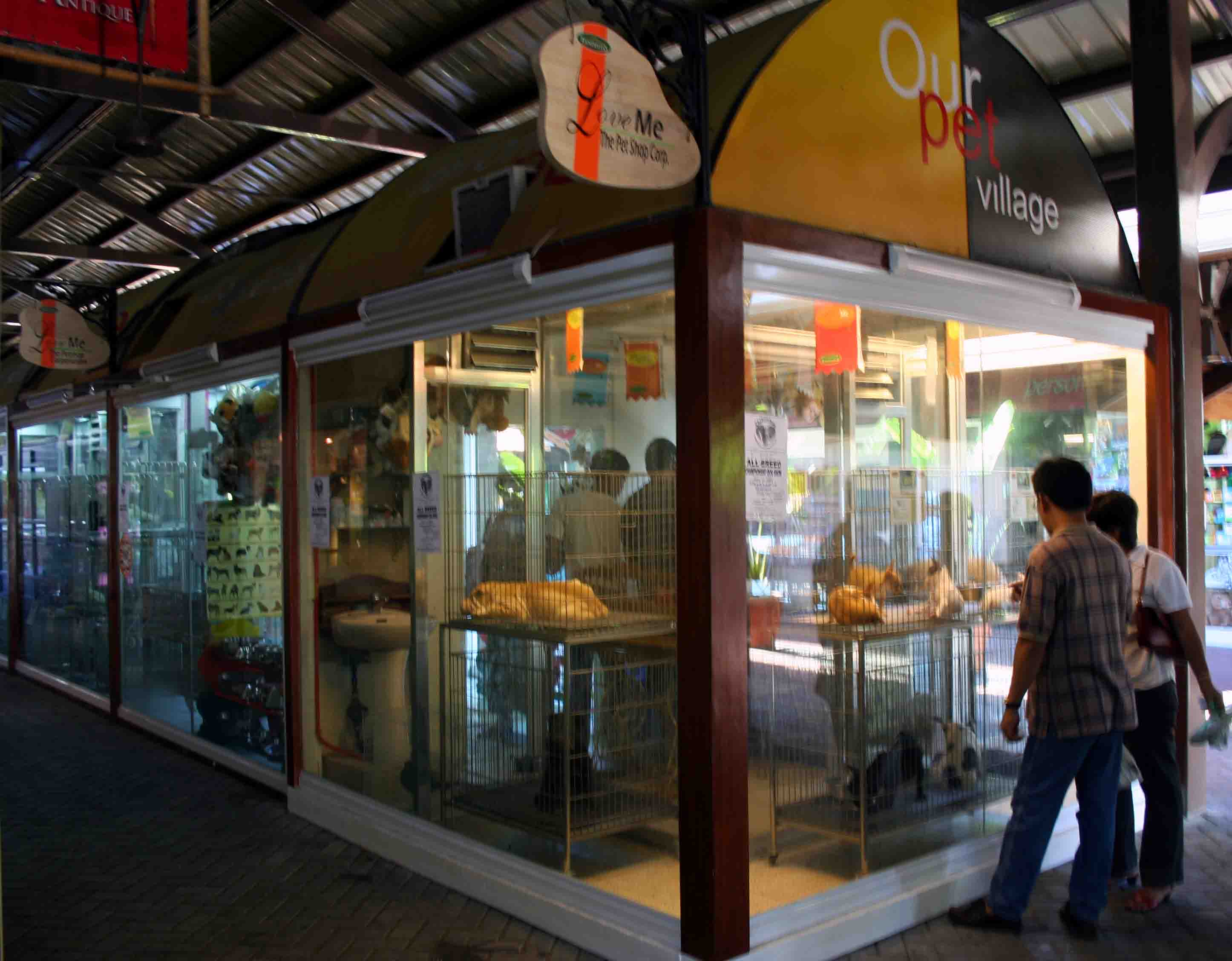
Une animalerie aux Philippines.

Selon le Guinness des records de 2005, la plus grande animalerie au monde s'étend sur 13 000 m2 au nord de Duisbourg (Rhénanie-du-Nord-Westphalie, Allemagne). Elle héberge plus de 200 000 animaux de 3 000 espèces différentes. Avant la pandémie de Covid-19, elle accueillait chaque année plus d'un million de clients.